# Kopiejsk
Kopiejsk (ros. Копейск) – miasto w Rosji, w obwodzie czelabińskim, na Uralu, 18 km na południowy wschód od Czelabińska. Ośrodek górnictwa węgla brunatnego oraz przemysłu maszynowego, meblarskiego. Prawa miejskie od 1933. Około 147,6 tys. mieszkańców (2020).